# Iberischer Laubfrosch

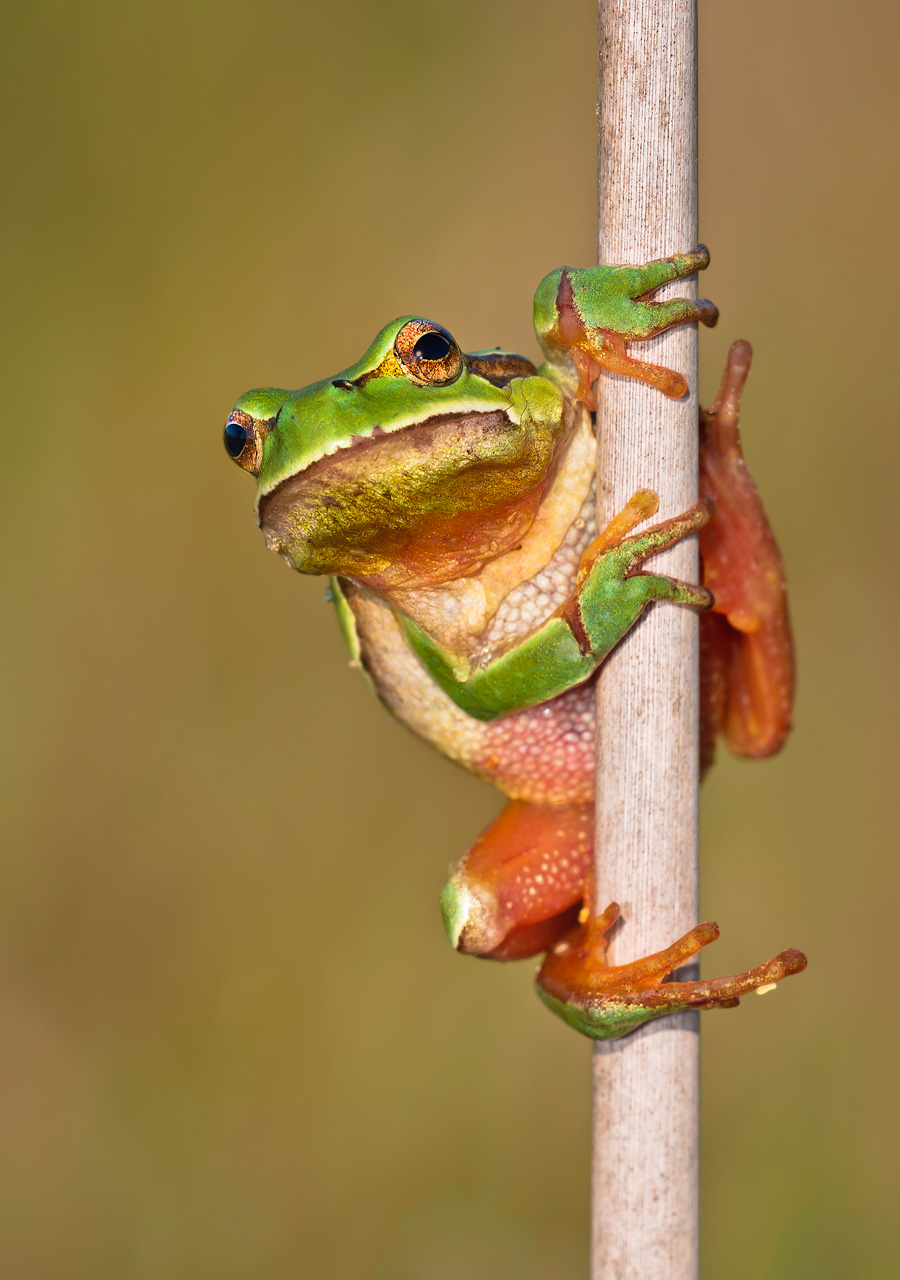
Iberischer Laubfrosch (Hyla molleri)

Der Iberische Laubfrosch (Hyla molleri) ist eine Art der Laubfrösche und lebt auf der Iberischen Halbinsel. Er galt früher als Unterart des Europäischen Laubfrosches.

## Merkmale
Kleiner Frosch von 3,5–4,5 cm Länge, selten bis 5 cm. Oberseits meist grasgrün, seltener grau-, rot- oder schwarzbraun, dabei in der Regel fleckenlos. Vom Nasenloch bis in die Nähe der Hinterbeinansätze zieht sich seitlich je ein dunkles, nach oben hell gesäumtes Längsband, das breit über das Trommelfell hinwegläuft und am hinteren Ende ein kleines Stück hakenförmig nach oben zieht (sogenannte Hüftschlinge). Finger- und Zehenspitzen verbreitert, mit rundlichen Haftscheiben. Die Kehle der Männchen ist faltig und grau, bräunlich, gelblich oder orangefarben, während sie bei den Weibchen glatt und beigefarben ist. Die Jungtiere haben eine glatte, blass gelbliche oder goldgelbe Kehle. Die älteren Larven zeichnen sich durch einen kräftigen schwarzen Längsstreifen auf der Schwanzmuskulatur aus.
Vom Mittelmeer-Laubfrosch unterscheidet sich die Art durch den durchgehenden Seitenstreifen.

## Verbreitung
Der Iberische Laubfrosch besiedelt große Teile der Iberischen Halbinsel sowie ein kleines Areal in Südwestfrankreich. In Spanien wird er im Süden und Nordosten vom Mittelmeer-Laubfrosch abgelöst, im Süden von Portugal und Südwesten von Spanien gibt es Überschneidungen in der Verbreitung der beiden Arten. In Frankreich lebt die Art an der Atlantikküste von Nouvelle-Aquitaine. Nördlich davon findet sich der Europäische Laubfrosch.

## Lebensraum
Von Meeresspiegelhöhe bis 2170 m über NN in der Sierra de Guadarrama in Zentralspanien. Als Laichgewässer dienen stehende, vielfältig strukturierte Gewässer verschiedener Größe, von vegetationsarmen Pfützen bis zu Röhricht von Seeufer-Bereichen, Stauseen, Teichen, Altarmen, Brunnen und Zisternen. Die Art findet sich auch in Reisfeldern und auf hochgelegenen Zwergstrauchheiden.

## Lebensweise
Die Jahresaktivität richtet sich nach der Höhenlage und Region. Im Norden der Halbinsel und in höheren Gebirgslagen wird von Oktober bis März eine Winterruhe gehalten, in den tieferen Lagen und im Süden sind die Tiere dagegen ganzjährig aktiv. Die Fortpflanzung findet im Norden und in den höheren Gebirgslagen im Frühjahr und Frühsommer statt, im Süden und in tieferen Lagen dagegen von November bis April/Mai. Die Paarung, Laichabgabe und Eizahlen entsprechen denen des Europäischen Laubfrosches. Die Nahrung besteht aus Insekten und Spinnen. Zu den Fressfeinden gehören unter anderem Europäische Wassernattern, Reiher, Steinkauz und Schleiereule. 
Tagsüber ruht die Art in sonnenexponiertem Gebüsch in Gewässernähe, oft auf Blättern und Ästen. Die flinken Larven sind Einzelgänger und halten sich nahe der Wasseroberfläche oder zwischen dicht wachsenden Wasserpflanzen auf.

## Gefährdung
Im Allgemeinen eine häufige Art und meist nicht gefährdet. Lokale Gefährdungen resultieren unter anderem aus der Verschmutzung oder dem Zuschütten der Laichgewässer, der Überbauung der Lebensräume, der Beseitigung von Gebüschen, Hochstaudenfluren und anderen wichtigen Strukturen des Landlebensraumes und schließlich durch Überfahren auf den Straßen vor allem in den wanderaktiven Phasen.